# قایق توپ‌دار کلاس ستا
قایق توپ‌دار کلاس ستا (به انگلیسی: Seta-class gunboat) یک کلاس از قایق‌های توپ‌دار است که طول آن ۵۶٫۱ متر (۱۸۴ فوت ۱ اینچ) می‌باشد.